# Hugo Friend
Hugo Friend (Hugo Morris Friend; * 21. Juli 1882 in Prag, Tschechien; † 29. April 1966 in Chicago) war ein US-amerikanischer Weitspringer und Hürdenläufer.
Als er zwei Jahre alt war, emigrierten seine Eltern in die USA. 1905 wurde er US-Meister über 120 Yards Hürden und im Weitsprung. Im Jahr darauf gewann er bei den Olympischen Zwischenspielen 1906 in Athen Bronze im Weitsprung und wurde Vierter im 110-Meter-Hürdenlauf.
Hugo Friend war während seiner sportlichen Karriere Student an der University of Chicago.